# アカウキクサイベント

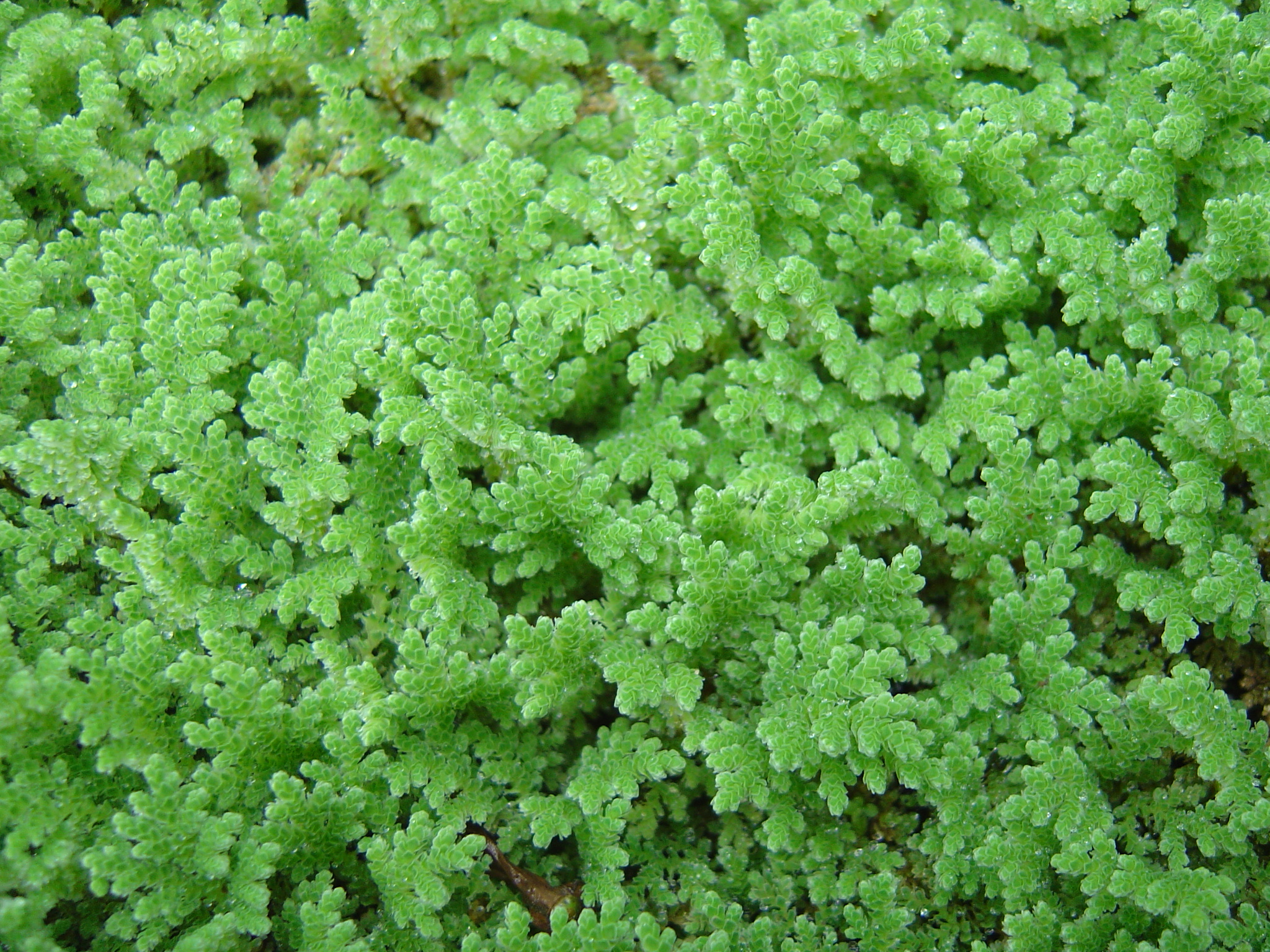
現代のシダAzollafiliculoides 。関連する種の増殖は、気温変動を引き起こした。

アカウキクサイベント(Azzola Event)は、始新世中期に発生したと仮定される事象で、4900万年前、シダ科の淡水植物アカウキクサが北極圏で大量発生したという仮説。死骸は水流のない海底に沈み堆積物として残る。これによる二酸化炭素濃度の低下は地球の温室効果状態を緩和し、カメやヤシが生殖していた北極の温度を大幅に下げた。

## 地質学的証拠

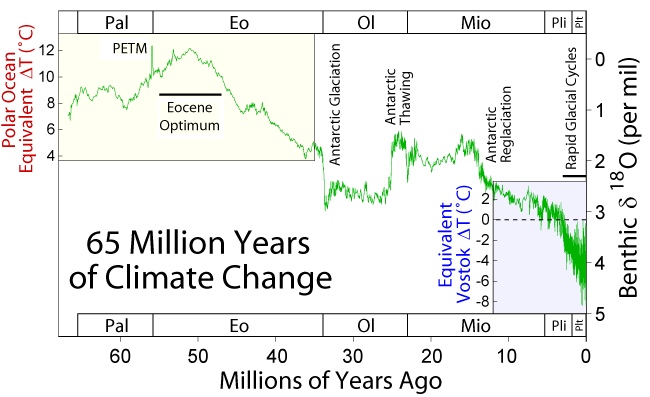
δ O -温度のプロキシ-過去6500万年以上。アカウキクサイベントは始新世の最適の終わりと地球の気温の長期的な低下の始まりを示します 。

北極海盆全体の堆積層は、少なくとも8ｍとされ、最深20ｍ超に達しているとされている。この層は、交互に繰り返す二つの沈殿物で構成されている。一つは、通常見られる浮遊性生物の珪質砕屑層であり、もう一つは数ミリメートルの化石化したアカウキクサを含む薄い層である。この有機物は、ガンマ線検出器で特定できるため、北極海盆でのドリル掘削の場所特定にも役立てられている。
花粉学的解析と高解像度の地磁気逆転記録による時期特定により、イベントの期間を800,000年前と見積もることができる。これは、始新世初期の3500ppmから650ppmへの激しい二酸化炭素濃度の減少と正確に一致している。

## アカウキクサ
アカウキクサは、1エーカーあたり年間1トンの窒素を吸収でき（0.25kg / m 2 /年）、6トンもの炭素を吸収できる（1.5kg / m 2 /年）。大気中の窒素を使うという事は、その成長の最大の妨げは、リンの補給にある。炭素、窒素、硫黄がタンパク質の主要な構成要素であり、リンは、DNA、RNAとエネルギー代謝に必要である。
温和な気候と一日20時間以上の日光など条件が整うと（どちらも当時北極圏では満たされていた）、驚異的な成長力を示し、バイオマスを2，3日で増幅出来るほどである。 他の個体に覆われたアカウキクサは日光から遠ざけられ、死んだのちに炭素隔離が始まる。

## イベントに必要な条件
始新世初期の大陸の構成により当時の北極海は、殆どほかの海から切り離されていた。これは、現在海流などで成される攪拌が殆ど起こっていなかったことを意味している。それに加え、風や高い気温などにより、蒸発率高かったため、塩分濃度が上がった。降水や、川から流れ込む真水はこの濃い海水とは混ざらずに、別々の層としてその上に存在していた。ほんの数センチの真水の層でもアカウキクサの成長には十分である。この川水は、ミネラルとリンを豊富に含んでいたため、成長速度を加速させた。更に、当時の大気中の二酸化炭素濃度が現在よりも高かったため、理想的な環境だったといえる。
アカウキクサの個体だけでは気候に影響を及ぼすまでには至らない。必要なのは、植物によって吸収された炭素を永続的に分解者から隔離することである。高い塩分濃度によって無酸素状態と化した北極海盆はまさにそのような環境であった。無酸素環境は、分解する生物の活動を阻害し、植物が堆積物に埋もれるまで腐敗しないままでいることを可能にした。